# محوطه برج مدور
محوطه برج مدور مربوط به سده‌های میانه دوران‌های تاریخی پس از اسلام است و در مراغه، اول خیابان اوحدی، کوچه موسویها واقع شده و این اثر در تاریخ ۷ اسفند ۱۳۸۶ با شمارهٔ ثبت ۲۱۲۵۳ به‌عنوان یکی از آثار ملی ایران به ثبت رسیده است.